# カトイラ
カトイラ（Catoira）は、スペイン・ガリシア州ポンテベドラ県のムニシピオ（基礎自治体）。コマルカ・デ・カルダスに属する。スペイン国立統計局によると、2010年の人口は3,469人（2009年：3,473人、2008年：3,485人、2005年：3,502人、2004年：3,510人）である。住民呼称は、男女同形のcatoirense。 
ガリシア語話者の自治体人口に占める割合は97.69％（2001年）。

## 地理
カトイラはポンテベドラ県の北西部に位置し、コマルカ・デ・カルダスに属する。北から東がバルガ、東から南がカルダス・デ・レイス、南がビラガルシーア・デ・アロウサ、西がウジャ川をはさんでア・コルーニャ県のリアンショの各自治体と隣接、自治体の中心地区はカトイラ教区のカトイラ地区。面積は29.1km²。

### 人口
| カトイラの人口推移 1900－2010                           |
|                                                         |
| 出典:INE（スペイン国立統計局）1900年 - 1991年、1996年 - |

## 政治
自治体首長はガリシア社会党（PSdeG-PSOE）のアルベルト・ガルシーア・ガルシーア（Alberto García García）。自治体評議員は、ガリシア社会党:6、ガリシア民族主義ブロック（BNG）:4、ガリシア国民党（PPdeG）:1となっている（2007年の自治体選挙の結果、得票順）。

## 教区
カトイラはの教区に分けられている。太字は自治体中心地区のある教区。
- アバーロ（サン・マメーデ）
- カトイラ（サン・ミゲル）
- ディーモ（サン・ペドロ）
- オエステ（サンタ・バイア）

## ギャラリー

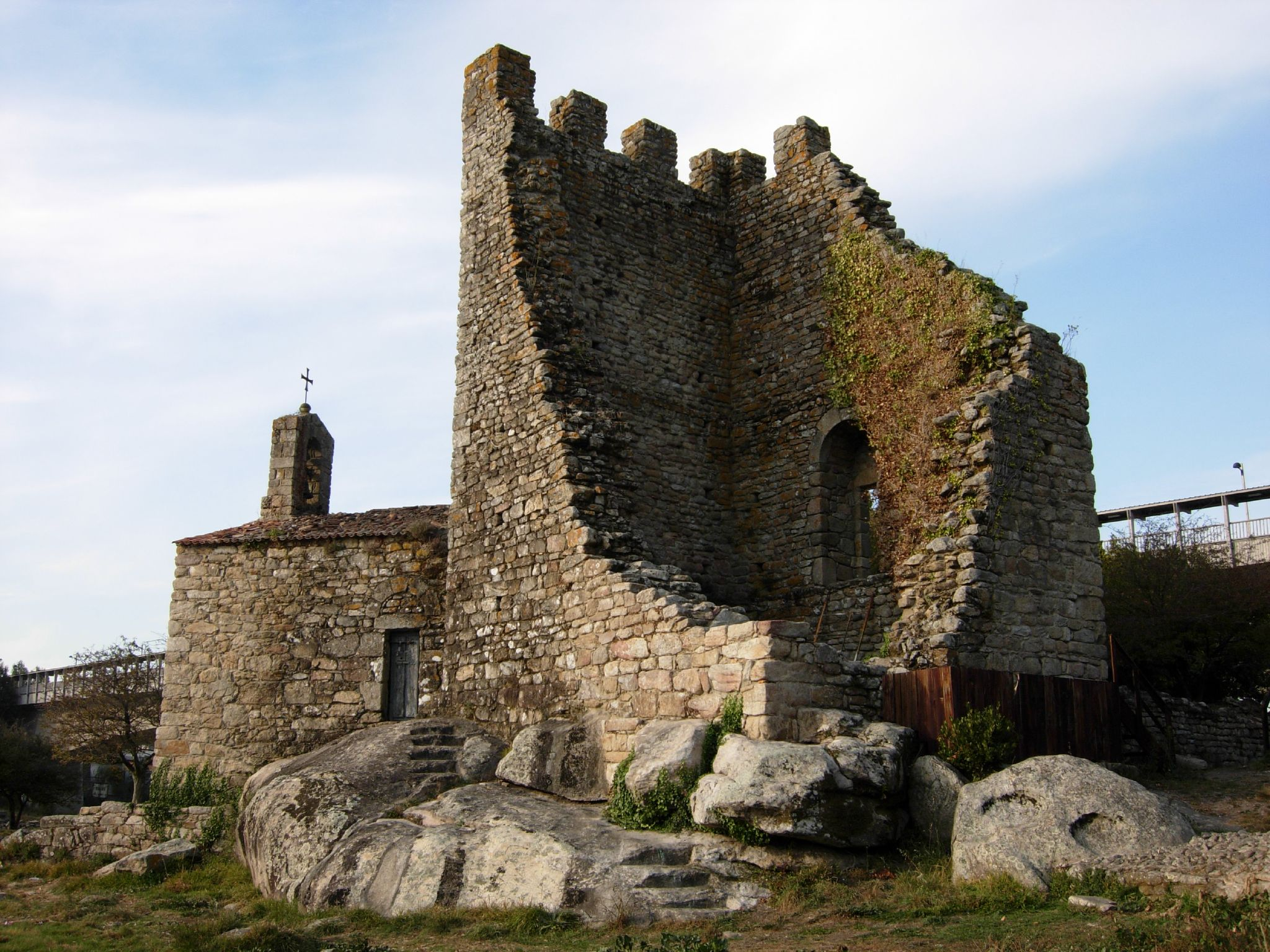
オエステの塔

## 出身者
- セルヒオ・アルバレス・コンデ - サッカー選手。